# Michael J. Berman
Michael J. Berman es un empresario estadounidense. Fue responsable de la revista George, fundada junto con John F. Kennedy Jr. en 1995. Debido a la fama de Kennedy, entre otras cosas, la revista fue el mayor lanzamiento de ese año en Estados Unidos. En el momento del lanzamiento, Berman poseía un bufete de relaciones públicas en Nueva York.

### George
Los dos socios habían ido trabajando tranquilamente en el proyecto durante varios años antes de la oferta a la editorial Hachette Filipacchi Media, que fue la responsable última de su lanzamiento en 1995. Dos años después, Berman vendió su parte de la revista, pero continuó colaborando con el proyecto y figuró como presidente de George hasta el año 1998. 
Berman, que posteriormente ha dirigido varias revistas y proyectos relacionados con los medios de comunicación y empresas de inversión, ha ocupado el puesto de presidente en Novix Media. También ha sido Jefe de operaciones de Hachette Producciones, filial del grupo Hachette Filipacchi, centrada en el cine, la televisión y los medios de comunicación. A partir de 2003, se desempeña como presidente de la Galaxia Empresas.